# Stöckli
Stöckli Swiss Sports AG – szwajcarski producent sprzętu narciarskiego, rowerów oraz odzieży sportowej z siedzibą w Wolhusen.
Firma istnieje od 1935 roku, kiedy to Josef Stöckli rozpoczął w warsztacie stolarskim produkcję nart. Obecnie przy produkcji nart pracuje około 50 osób. Oprócz nart do narciarstwa alpejskiego i dowolnego firma produkuje rowery górskie, szosowe oraz odzież sportową (narciarską i kolarską).
Ambasadorem marki Stöckli jest m.in. szwajcarski alpejczyk Bruno Kernen.

## Niektórzy sportowcy używający nart Stöckli

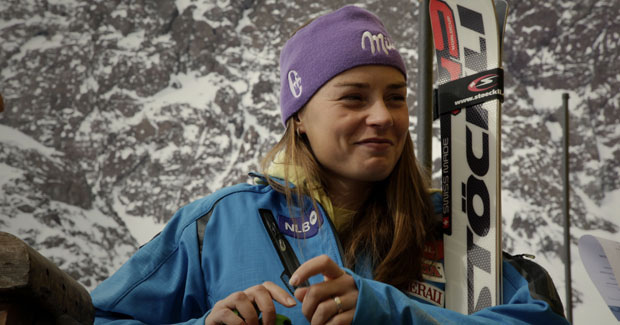
Tina Maze (2011)

- Tina Maze
- Fabienne Suter
- Martina Schild
- Fanny Smith
- Michael Schmid
- Marielle Thompson
- Kelsey Serwa
- Christopher Del Bosco
- Ashleigh McIvor
- Audun Grønvold
- Marco Büchel